# Сенгилей
Сенгиле́й — город в Ульяновской области России, административный центр Сенгилеевского района и Сенгилеевского городского поселения.

## Этимология
Название города восходит к одноименной реке Сенгилей (также Сенгилейка), в свою очередь гидроним восходит к морд.-эрз., сянг — «приток» и лей — «река». Другая этимология из чувашского Сене (новый) киль (поселение, дом с подворьями).  
Сенгил (Сенгилей) — это калмыцкое мужское имя. Поселение основано калмыками переселенцами при освоении Самарских земель. В тувинском тоже есть аналогичное имя: Сеңгилдиг. Самарская новая губерния создавалась для повышения оперативности и качества управления землями по левому берегу Волги, которые активно колонизировались с конца XVIII века. В составе губернии было передано или вновь организовано семь уездов. Одним из них стал Ставропольский уезд. В первые сто с небольшим лет истории, до вхождения в состав Самарской губернии, уездный город Ставрополь (Тольятти) часто менял свою административную принадлежность. Первые пять лет, со времени основания в 1737 году и до 1742 года, Ставрополь находился в прямом подчинении коллегии иностранных дел, которая отвечала за обустройство крещёных калмыков на землях Среднего Поволжья. С 1742 года, когда из крещёных калмыков было сформировано Ставропольское калмыцкое войско, ставропольское «ведомство» в военно-административном и судебном отношениях было передано в подчинение оренбургскому воен-ному губернатору. Губернатор И. И. Неплюев в 1744 году подготовил правила содержания и управления Ставропольской крепостью и поселённых при ней калмыках. Согласно правилам, за крещёными калмыками сохранялось самоуправление во внутренних делах и собственный судебно-административный орган — калмыцкий суд «зарго». Земли Ставропольского калмыцкого войска составляли отдельную провинцию. В 1764 году калмыцкое самоуправление было ликвидировано.

## Физико-географическая характеристика

### Географическое положение
Сенгилей расположен в Среднем Поволжье, на склонах Приволжской возвышенности, на правом берегу Волги (Куйбышевское водохранилище) в месте впадения рек Сенгилейка и Тушенка в Волгу.

### Растительность
Во флористическом отношении Сенгилей расположен в Восточном правобережном (Сенгилеевском) флористическом районе.
После систематического изучения флоры города в течение всего вегетационного периода в 2011 году, специалистами была проведена её первая инвентаризация. В конспект флоры города Сенгилея вошло 647 видов сосудистых растений, относящихся к 370 родам и 81 семейству. При этом учитывались аборигенные, адвентивные, в том числе сознательно занесённые и культивируемые человеком виды.
В результате проведённых исследований на степных и мергелистых склонах к северу от города выявлено 19 раритетных видов флоры окрестностей Сенгилея:

Класс двудольные
- Fabaceae — Семейство Бобовые

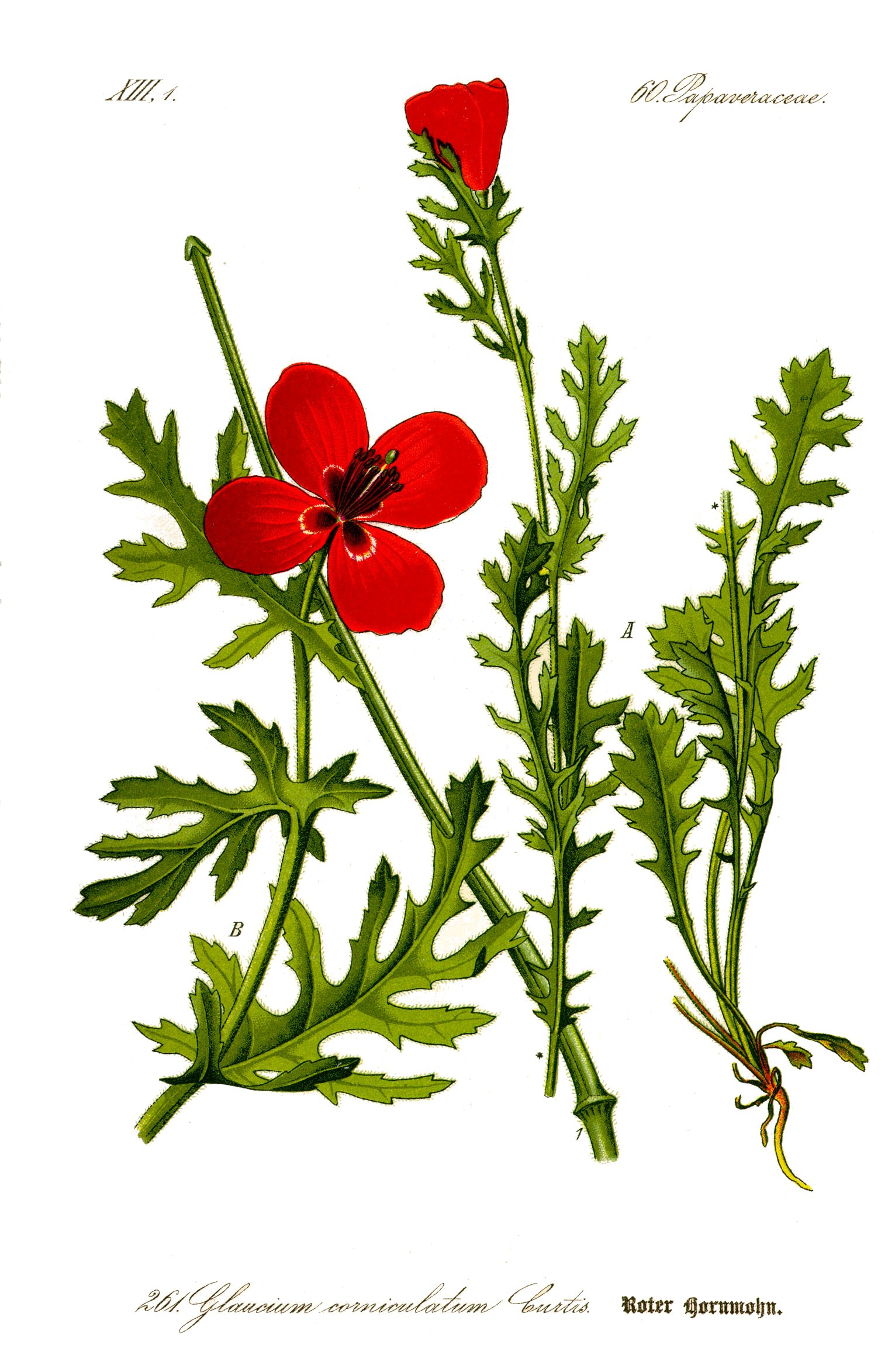
Мачок рогатый (ботаническая илл.) Glaucium corniculatum

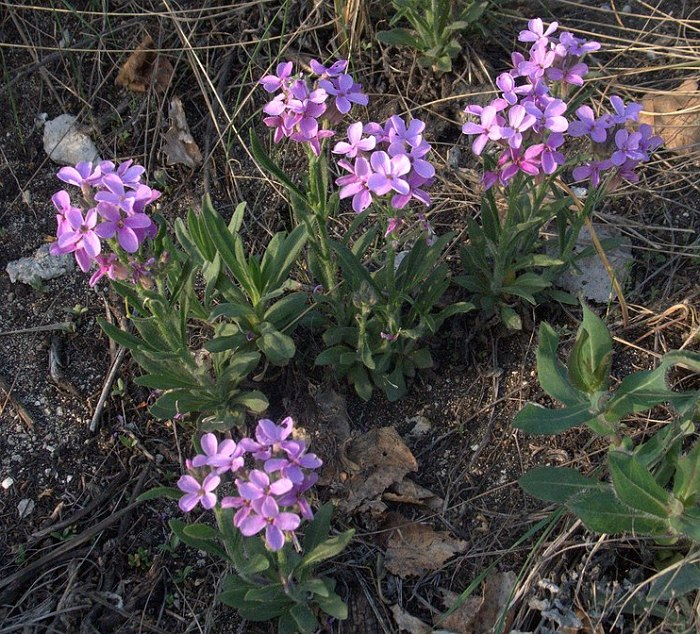
Клаусия солнцелюбивая Clausia aprica

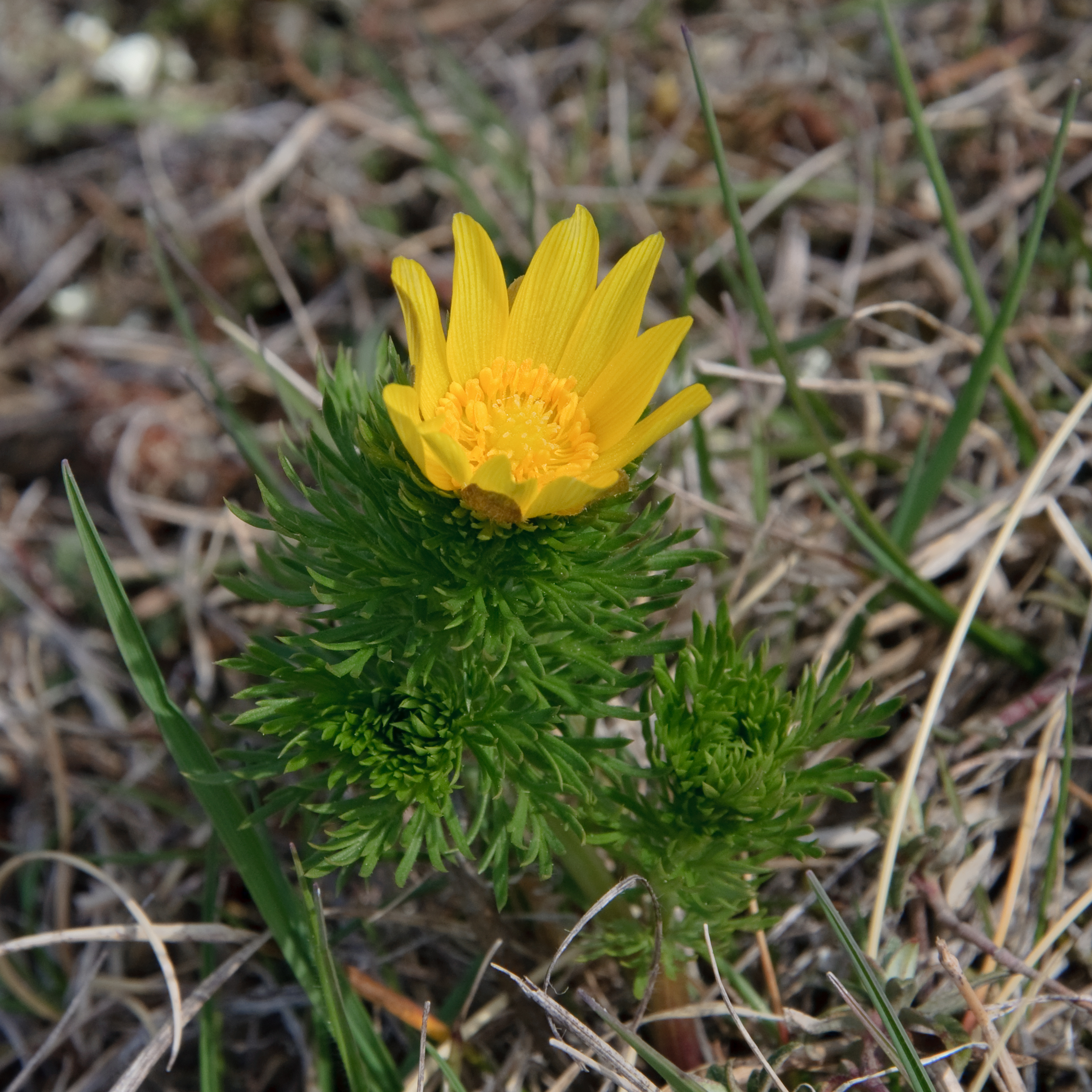
Адонис весенний Adōnis vernālis

  - Astragalus henningii (Stev.) — астрагал Хеннинга,
  - Hedysárum grandiflórum — копеечник крупноцветковый,
- Brassicáceae — Семейство Капустные
  - Clausia aprica — клаусия солнцелюбивая,
- Ranunculaceae — Семейство Лютиковые
  - Adōnis vernālis — желтоцвет весенний (адонис весенний),
- Papaveraceae — Семейство Маковые
  - Glaucium corniculatum — мачок рогатый,
- Asteraceae — Семейство Астровые, или Сложноцветные
  - Tanacetum kittaryanum — пижма Киттари,
  - Artemisia santonica — полынь сантонская,
- Chenopodiaceae — Семейство Маревые
  - Kochia prostrata — прутняк простёртый,
- Amaranthaceae — Семейство Амарантовые
  - Krascheninnikovia ceratoides — терескен серый,
- Lamiáceae — Семейство Яснотковые
  - Lamium paczoskianum Worosch — яснотка Пачоского,
  - Thymus cimicinus — тимьян клоповый,
- Orobanchaceae — Семейство Заразиховые
  - Phelipanche lanuginosa — фелипанхе голубая,

Класс однодольные
- Poaceae — Семейство Злаки
  - Stípa pennáta — ковыль перистый,
  - Stīpa dasyphȳlla — ковыль опушеннолистный,
  - Stipa lessingiana — ковыль Лессинга,
  - Melica transsilvanica — перловник трансильванский,
  - Koeleria sclerophylla — тонконог жестколистный,
- Cyperaceae — Семейство Осоковые
  - Carex pediformis — осока стоповидная,
- Liliaceae — Семейство Лилейные
  - Fritillária ruthénica — рябчик русский.

Городская флора Сенгилея, представляющая собой совокупность популяций всех видов растений которые формируются в условиях урбанизированной территории, намного беднее региональной флоры в которой он расположен (см. таблицу 1).
| Флоры               | Общее число | Общее число | Общее число | Число аборигенной фракции | Число аборигенной фракции | Число аборигенной фракции | Число адвентивной фракции | Число адвентивной фракции | Число адвентивной фракции |
| Флоры               | видов       | родов       | семейств    | видов                     | родов                     | семейств                  | видов                     | родов                     | семейств                  |
| ------------------- | ----------- | ----------- | ----------- | ------------------------- | ------------------------- | ------------------------- | ------------------------- | ------------------------- | ------------------------- |
| Сенгилей            | 371         | 188         | 62          | 243                       | 159                       | 52                        | 128                       | 103                       | 36                        |
| Ульяновская область | 1711        | 645         | 131         | -                         | -                         | -                         | -                         | -                         | -                         |

На видовое богатство урбанофлоры Сенгилея влияет расположение города на склонах Приволжской возвышенности, где в малой степени сохранились участки с близким к естественному растительным покровом, а также удалённость от крупных транспортных магистралей, способствующих распространению чужеродных видов.

## История

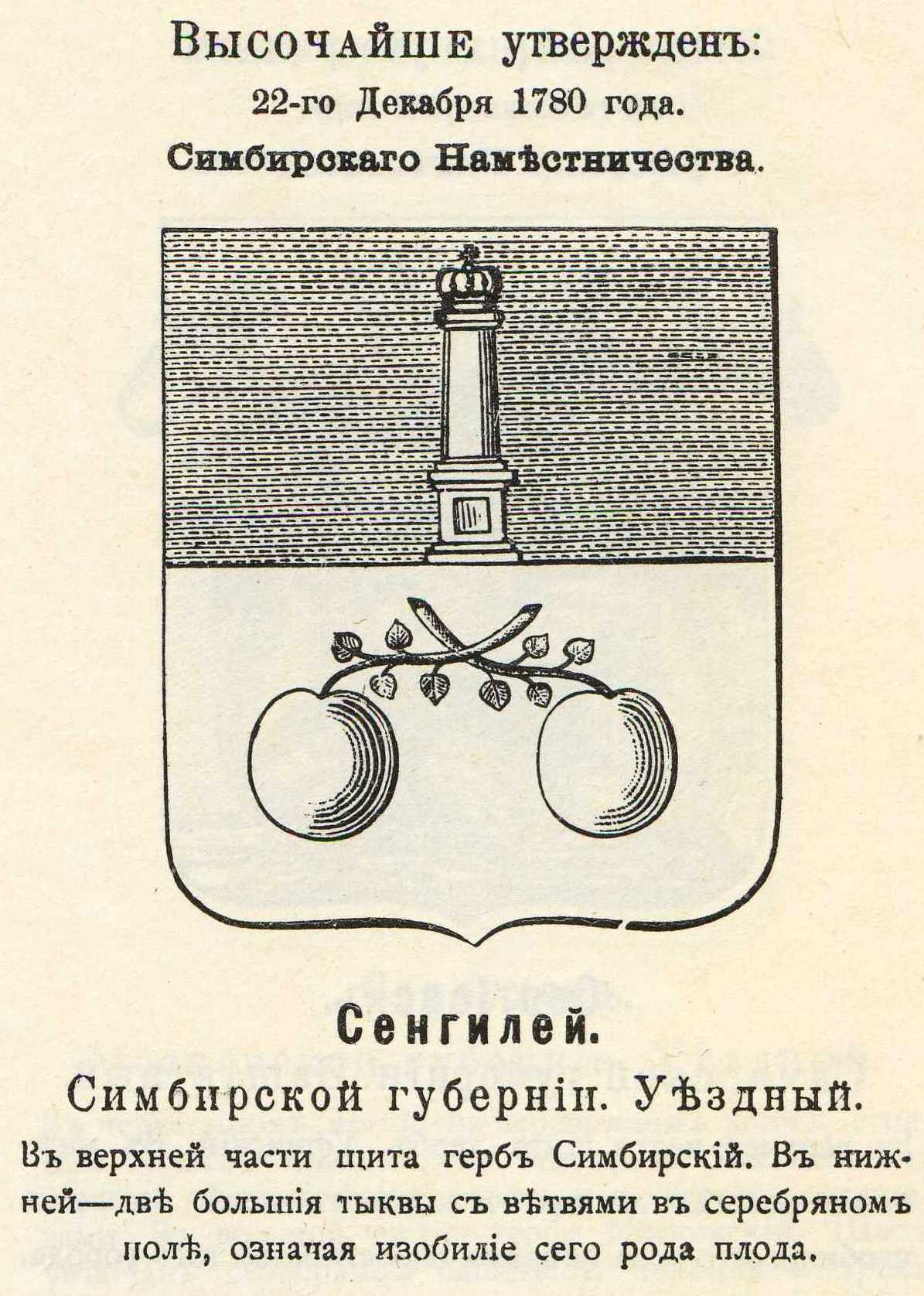
Герб Сенгилея (1780)

В Новом Энциклопедическом Словаре Брокгауза и Ефрона упоминается предание о казачьих «посёлках в нынешнем Сенгилеевском уезде», существовавших ещё «при Грозном» и принадлежавших к Волжскому казачьему войску (ВКВ), разгромленному опричниками в 1570-х годах. Сенгилей и Белый Яр (Ставропольского уезда) составляли основу обороны станичных казаков. 12 августа 1781 года по указу великого князя Фёдора Алексеевича была издана «Грамота о наделении Сенгилеевских казаков землями станичных татар и чуваш».
Здесь в 6 верстах от нынешеного города был построена крепость чьи башни ещё сохранялись до 1783 г., охранявшие и предупреждавшие от набегов татар, к которым были прикомандированы крестьяне освобождённые от всех налогов и именованы «пахотными солдатами». По другой версии Сенгилей заселён восставшими при Петре 1 стрельцами Станичного, Бутырского и Выборного полка. Потому они и были названы «пахотными солдатами» в 1820 году переименованными в «казённые крестьяне», а в 1832 в «удельные крестьяне». По построенной в Сенгилее церкви Покрова Божьей матери, село стали назвать ещё и Покровским.
В 1645 году невдалеке от нынешнего города Сенгилея казаком Тушиным было основано село Тушна. От него получила своё название речка Тушенка. После основания в 1648 году воеводой Б. М. Хитрово крепости Синбирск (позже — Симбирск, Ульяновск), тушинским казакам было поручено «раннее оповещение Синбирской крепости о появлении неприятеля». Среди жителей Тушны имелись и беглые крестьяне.
Официальной датой образования города Сенгилей считается 1666 год, когда, «с целью защиты от нападений кочевников русских поселений, расположенных южнее Симбирской укреплённой черты, симбирский стольник и воевода князь Иван Иванович Дашков основал на правом берегу, вдоль старого городища, между речки Тушенки и Сенгилейки, по Самарской дороге, Сенгилеевскую слободу и поселил здесь белоярских захребетников Ваську Рыбникова с товарищами, которые записаны были на государеву службу». Название было дано по расположению при впадении в Волгу небольшой реки Сенгилей (ныне Сенгилейка). Гидроним из эрзянского сянг — «приток» и лей — «река».
В 1670 году в Сенгилее останавливалась повстанческая армия Степана Разина, следовавшая на Симбирск.
В конце XVII века из Москвы в Сенгилеевскую слободу была сослана часть солдат Бутырского полка и других «выборных полков иноземного строя».
При упразднении в 1708 году военного управления Симбирскою чертою, солдаты прежних выборных полков, при расформировании этих полков, а также станичные казаки, положены были, при первой ревизии, в полный оклад, под названием «пахотных солдат». Тогда же три Сенгилеевских слободы (Станичная, Бутырская, Выборная) были объединены в село Покровское (названное по церкви). А сенгилейские казаки и стрельцы были разжалованы в «пахотные солдаты».
В 1774 году через село Покровское прошёл один из отрядов повстанческой армии Емельяна Пугачёва.

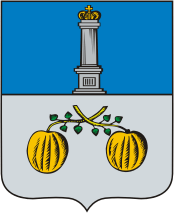
Герб Сенгилея (1780)

15 сентября 1780 года село Сингилеевка преобразовано в город Сингилей (Сенгилей) и стал уездным центром — Сенгилеевского уезда. Городу был учреждён герб: «Две большия тыквы с ветвиями в серебряном поле, означая изобилие сего рода плода».
По третьей Ревизской сказке (1761) в Сенгилее жило 2012 человек (942 мужчин и 1070 женщин). По четвёртой РС — 2655 (1241 мужчин и 1414 женщин).
В 1780 году в селе жило пахатных солдат 942 ревизских душ, в нём одна церковь деревянная, пристань судам и нагрузка хлеба. Съезды уездных обывателей на торги продуктов и покупкам бывают в каждой неделе в воскресенье.
С 1798 года Сенгилей утратил статус уездного города.

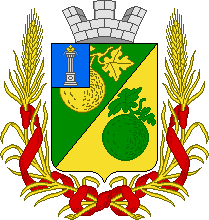
Герб Сенгилея (1863)

Летом и осенью 1812 года в Сенгилее формировался и проходил обучение один из пяти полков Симбирского ополчения, который с боями дошёл в 1814 году до Гамбурга.

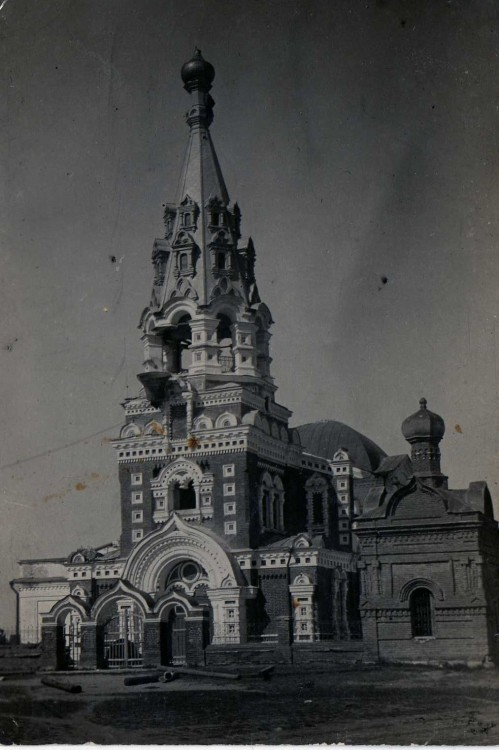
Покровский собор (утрачен).

В 1814 году прихожанами построен каменный тёплый Покровский собор; в 1880 году пристроены два боковых придела; в 1898 году обнесён железной оградой. Престолов в нём три: главный в честь Покрова Пресвятые Богородицы, в южном приделе в честь Вознесения Господня и в северном во имя св. пророка Ильи. Часовен две: одна на юго-западном углу ограды, другая на берегу р. Волги, построена в память события 17 октября 1888 года — Крушение императорского поезда; обе каменные. Закрыт в 1931 году, взорван в 1955 году.
В 1863 году прихожанами построена каменная, тёплая Николаевская церковь, обнесённая каменной оградой. Престолов в ней три: главный во имя Святителя и Чудотворца Николая и в приделах: а) в честь Смоленской иконы Божьей Матери и б) во имя Архистратига Божьего Михаила.
С середины XIX века Сенгилей был центром мукомольного производства и торговли хлебом, кроме того, известен был яблоневыми садами.
1 февраля 1875 г. был открыт Сенгилеевский городской общественный банк.
В 1899 году был основан Сенгилеевский Ольгинский приют.
В 1906 году Н. Н. Захаров основал Сенгилеевский естественно-археологический музей.

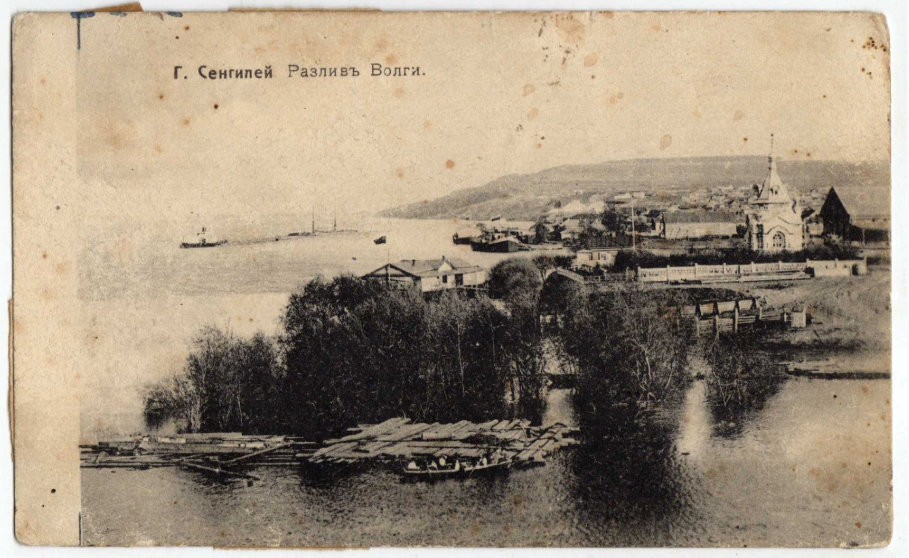
Сенгилей. Разлив Волги. Дореволюционная открытка.

В 1913 году в уездном городе Сенгилей в 1238 дворах жило: 3885 мужчин и 4800 женщин.
С началом Первой мировой войны здесь дислоцировался 165-й пехотный запасный полк (1914—1918), в котором начинал служить будущий советский военачальник Герой Советского Союза Берестов Пётр Филиппович.
В 1918 году крестьяне, казаки и мещане Сенгилеевского уезда приняли участие в борьбе с большевизмом. В городе Сенгилее был сформирован Штаб Сенгилеевской пешей дружины Народной армии. 21 июля отряд Народной армии, под командованием полковника В. О. Каппеля, выбил красных из села Тушна. 22 июля Каппель взял Сенгилей. По воспоминаниям Г. Д. Гая, отступление красных больше напоминало паническое бегство. «Стремились вывезти все но кой что грамозкое бросали в Волгу» — писал Гай. 
В марте 1919 года Сенгилеевский уезд Симбирской губернии стал центром Чапанной войны — крестьянского восстания против жестоких методов продразвёрстки и мобилизации. Красные мародёры (фактически мародёры) обрекали крестьян на голодную смерть.
В 1920 году в городе было 1185 владений, в которых жило 7094 человека, в 1923 году — 6853 человека.
В 1924 году Сенгилей — заштатный город, входящий в состав Ульяновского уезда. В 1925 году Сенгилей был разжалован в сельское поселение, с упразднением Сенгилеевского уезда. С 1928 года — преобразован в рабочий посёлок и стал административным центром Сенгилеевского района.
На 1931 год в селе Сенгилей в 1430 дворах жило 7178 человек.
Осенью 1941 года из Москвы в Сенгилей в эвакуацию прибыл Институт «Гипроречтранса» Речного Флота и разместили судоремонтный пункт.
С июля по сентябрь 1942 года в Сенгилей был эвакуирован Ульяновский строительный техникум, где занятия проводились в 3-ю смену в помещении средней школы.
В ноябре 1942 года из Очамчиры в Сенгилей перебазируется 2-е Орджоникидзевское военное пехотное училище, которое находилось по март 1943 года, затем на базе Сенгилеевского пехотного училища первоначально комплектовалась 13-я гвардейская воздушно-десантная бригада, а позднее она переформировалась в 300-й гвардейский Свирский стрелковый полк.
Указом Президиума Верховного Совета СССР от 20 ноября 1943 года рабочий посёлок Сенгилей Сенгилеевского района преобразован в город районного подчинения.

В 1954 году путеводитель «Волга» сообщал: 
На правом берегу Волги — меловые обнажения с довольно редкой растительностью. На некоторых холмах, по-местному — шиханах, разбиты сады.
В 1954 году, ввиду затопления Куйбышевским водохранилищем, часть Сенгилея была перенесена на новое место.
С 1 февраля 1963 года по 12 января 1965 года был административным центром Сенгилеевского промышленного района, к которому были переданы: г. Сенгилей, р.п. Красный Гуляй, Новоульяновск, Ишеевка и Цильна.
В 1992 году в Сенгилее началось казачье возрождение.
В 2005 году Сенгилей стал административным центром Сенгилеевского городского поселения.
С 2007 года Сенгилей является Блинной столицей Поволжья.

## Население
| 1856  | 1897  | 1913  | 1959    | 1970  | 1979    | 1989    | 1992    | 1996  | 1998  | 2002  | 2003  |
| ----- | ----- | ----- | ------- | ----- | ------- | ------- | ------- | ----- | ----- | ----- | ----- |
| 4100  | ↗5700 | ↗9100 | ↗10 677 | ↘9807 | ↗10 817 | ↘10 366 | ↘10 300 | ↘9100 | ↘9000 | ↘8396 | ↗8400 |
| 2005  | 2006  | 2007  | 2009    | 2010  | 2011    | 2012    | 2013    | 2014  | 2015  | 2016  | 2017  |
| ↘8100 | ↘8000 | ↘7900 | ↘7846   | ↘6958 | ↗7000   | ↘6871   | ↘6861   | ↘6783 | ↘6702 | ↘6622 | ↘6568 |
| 2018  | 2019  | 2020  | 2021    |       |         |         |         |       |       |       |       |
| ↘6405 | ↘6317 | ↘6221 | ↗6407   |       |         |         |         |       |       |       |       |

На 1 января 2025 года по численности населения город находился на 1040-м месте из 1124 городов Российской Федерации.

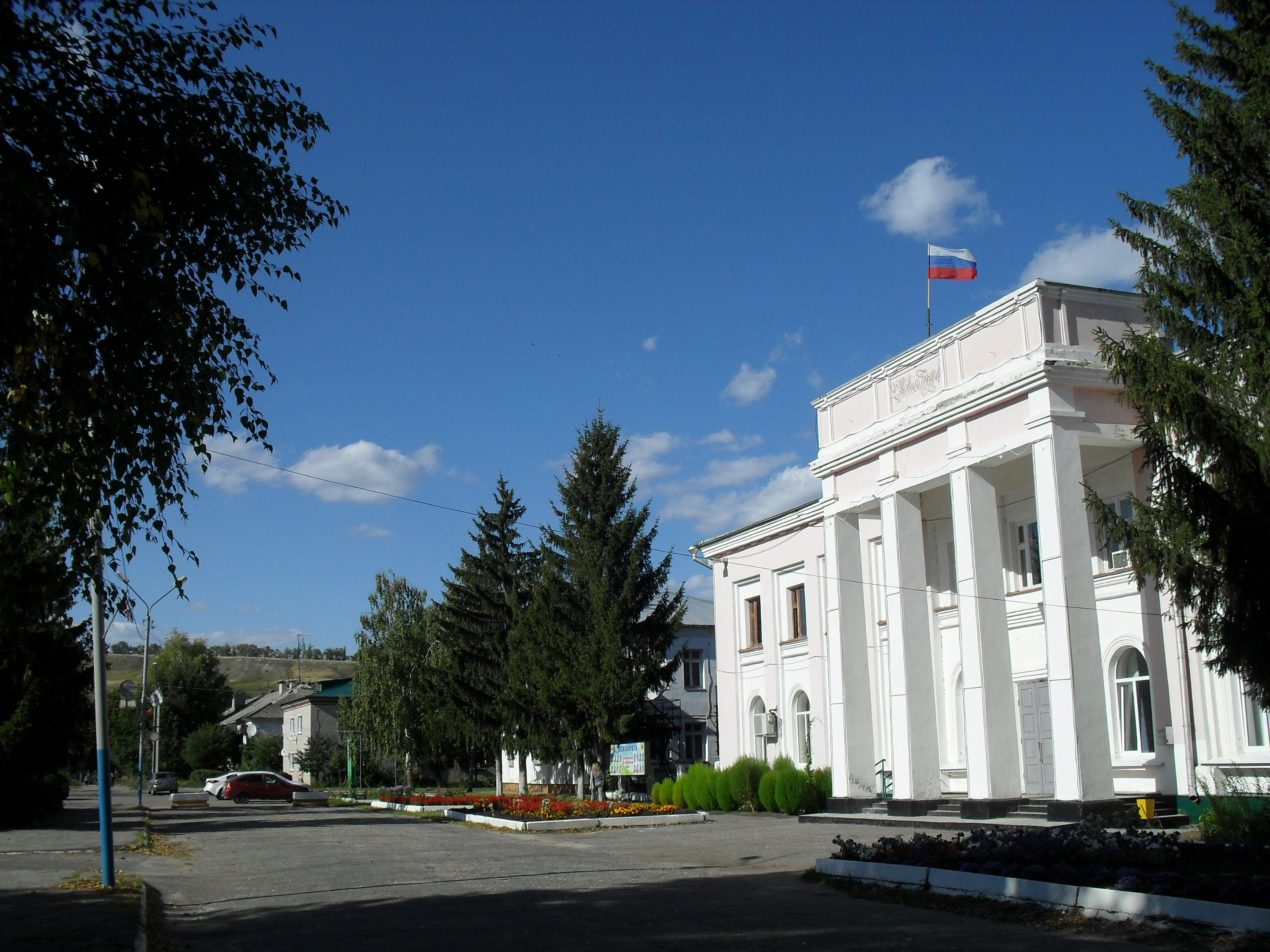
Администрация Сенгилеевского района

По состоянию на конец 2023 года в городе было 6353 жителя.

## Экономика
В 1980-х годах в городе действовали несколько промышленных предприятий. Заводы: цементный, овощеконсервный. Мебельный комбинат, филиал Ульяновского радиолампового завода, объединение «Энергосервис» (производство погрузчиков к тракторам, труб малого диаметра и др.), мельничный комбинат, маслодельный завод.
В последнее время промышленность города переживает серьёзный кризис, что нельзя сказать об экономике Сенгилеевского района в целом. В район пришли крупные иностранные и отечественные инвесторы. Так, в посёлке Красный Гуляй построен новый завод стеклотары с современным чешским оборудованием компании «Sklostroj», а также на окраине Красного Гуляя введён в строй новый Ташлинский Горно-обогатительный комбинат (Ташлинский ГОК), который добывает, обогащает и реализует чистейший кварцевый и строительный песок. 16 июня 2010 года открыта 2-я очередь Ташлинского ГОКа. Немецкая фирма «Henkel» строит в районе завод сухих строительных смесей «Ceresit».

## Транспорт
Город расположен в стороне от крупных транспортных магистралей.

### Железнодорожный транспорт
Ближайшая железнодорожная станция — Красный Гуляй (45 км на северо-запад). В 72 км к северу находится областной центр город Ульяновск.

### Речной транспорт

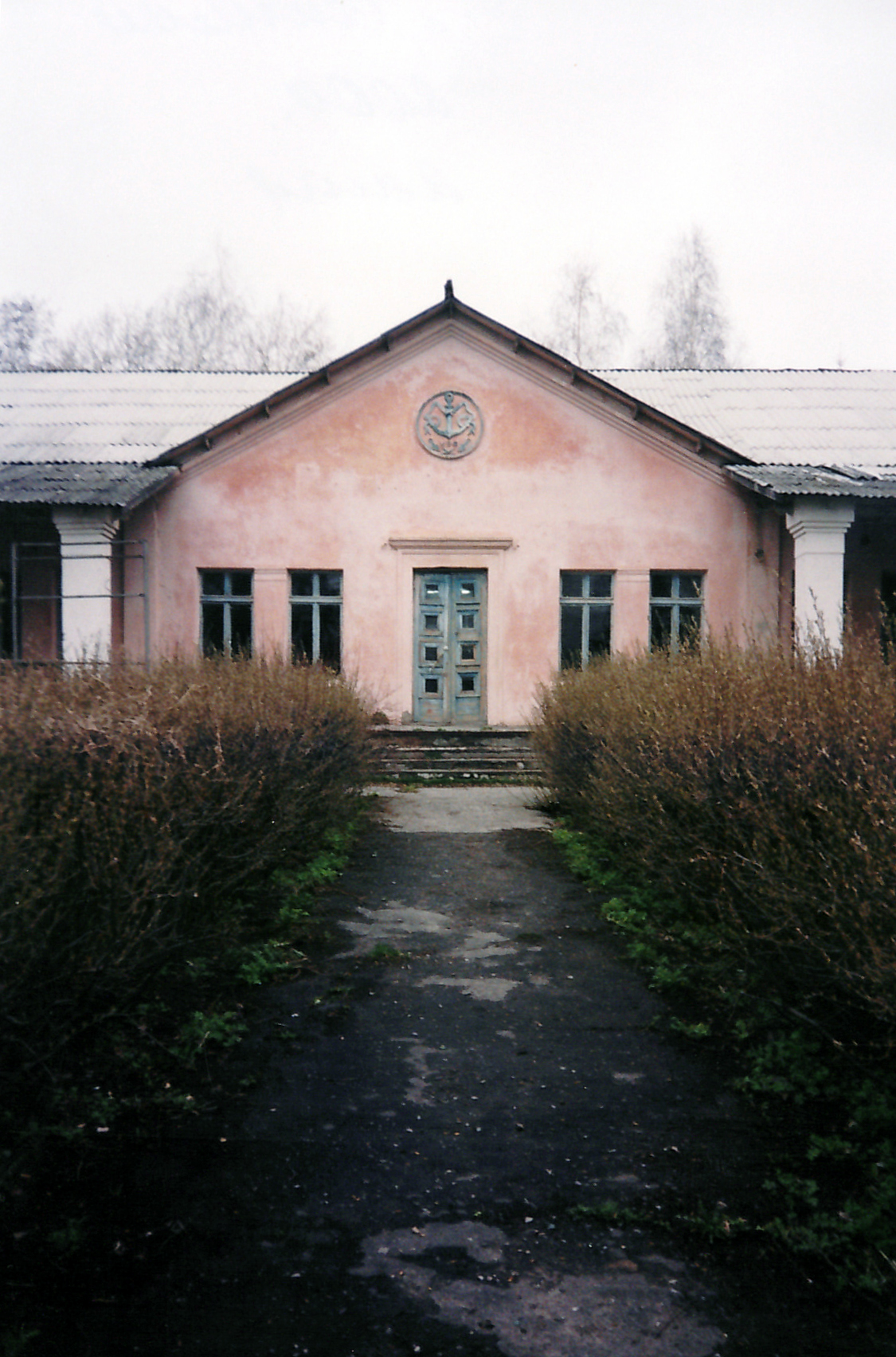
Здание речного вокзала (2005)

Речное сообщение было прекращено в середине 90-х годов.

### Автомобильный транспорт
В здании бывшего речного порта ныне расположен автовокзал. От него ходят рейсы в Ульяновск, Криуши, а также в населённые пункты Сенгилеевского района.
Действует один внутригородской автобусный маршрут 100, обслуживаемый АО «Сенгилеевское АТП».

## Образование

### Дошкольное образование
- Детский сад «Солнышко» (ул. Октябрьская, 32)
- Детский сад «Берёзка» (ул. Степана Разина, 14)

### Общее образование
- Средняя школа имени Героя Советского Союза Н. Н. Вербина (Площадь им. 1 Мая, 1)

### Дополнительное образование

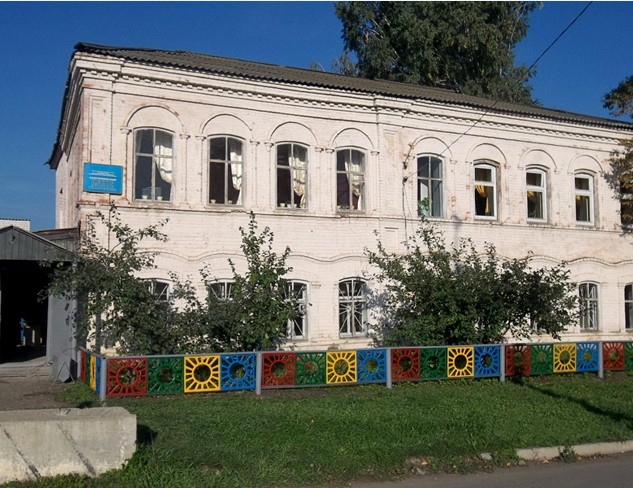
Сенгилеевский Центр детского творчества (2020)

- Детская школа искусств (ул. Носова, 13)
- Детско-юношеская спортивная школа (ул. Октябрьская, 2)
- Центр детского творчества (ул. Ленина, 6)

### Среднее профессиональное образование

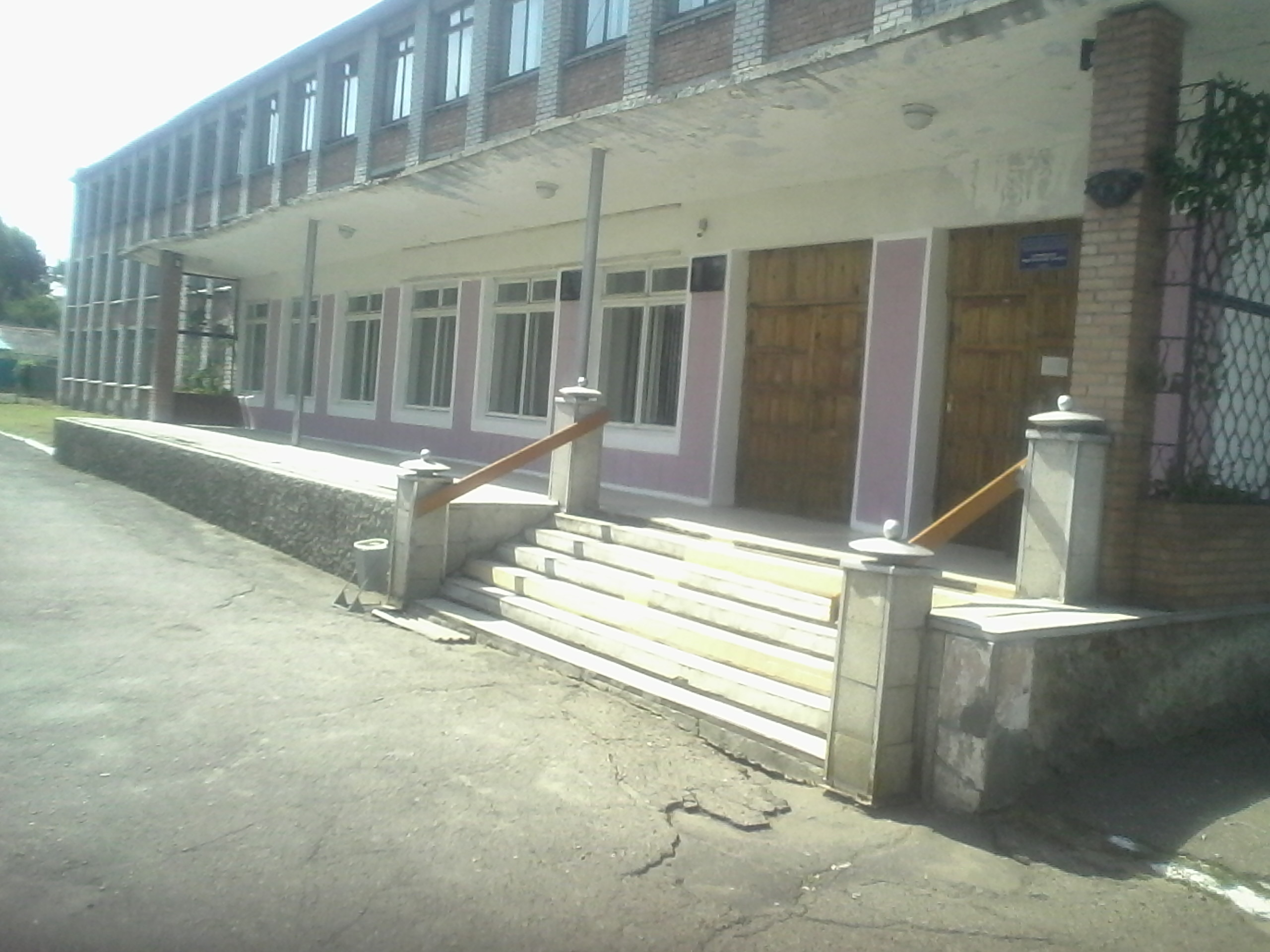
Сенгилеевский педагогический техникум (2020)

- Педагогический техникум (ул. Октябрьская, 14). Техникум ведёт свою историю с появления в Симбирске русского практического института народного образования, созданного в 1921 году с целью ликвидации неграмотности среди населения. В 1923 году на базе института открылся русский педагогический техникум, позже переименованный в педучилище. Педучилище переехало в Сенгилей в годы Великой Отечественной войны и заняло здание бывшей земской управы[56]. Первый набор учащихся Сенгилеевское педагогическое училище объявило в 1943 году[57]. В 2002 году училище получило статус колледжа с присвоением имени С. П. Сахарцева, а в 2013 году колледж стал техникумом

- Технологический техникум (ул. Красноармейская, 86)

## Культура и искусство

### Музеи
Районный краеведческий музей имени А. И. Солуянова (ул. Ленина, 22) был создан в середине 1906 года как естественно-археологический музей. Его основатель — Николай Николаевич Захарьин, статский советник, действительный член Симбирской губернской учёной архивной комиссии. Живя в Сенгилее, он собрал коллекцию, в которую вошли предметы, найденные в уезде: старинное оружие, монеты, украшения, древние окаменелости и домашняя утварь. Частная коллекция переросла в городской музей, для которого было выделено помещение. После официального открытия музея жители города подарили несколько картин известных художников, люстру и другие экспонаты, представляющие историческую ценность. Пополнилась коллекция и оружием, и старинными фолиантами. После революции музей был закрыт, судьба его собрания неизвестна.
В начале 1960-х годов коллектив активистов города, в который входили учителя, интеллигенция, любители истории, под руководством заведующего отделом пропаганды в РК КПСС Александра Солуянова, выдвинули идею о воссоздании в городе краеведческого музея. 23 февраля 1964 года общими усилиями в городе был открыт краеведческий музей — первый из негосударственных музеев Ульяновской области. Он разместился в одной из комнат Сенгилеевского педагогического училища и работал всего один раз в неделю по воскресеньям. Его первым директором стал Александр Солуянов. Затем музей был переведён в здание редакции районной газеты, где ему была выделена комната на площадке второго этажа.
В 1967 году музею выделено новое здание на улице Ленина, 22, в котором до этого находился городской банк. В 1968 году краеведческий музей вновь открылся для посетителей. 21 апреля 1999 года музею было присвоено имя его основателя, Солуянова Александра Ивановича".

### Кинотеатры

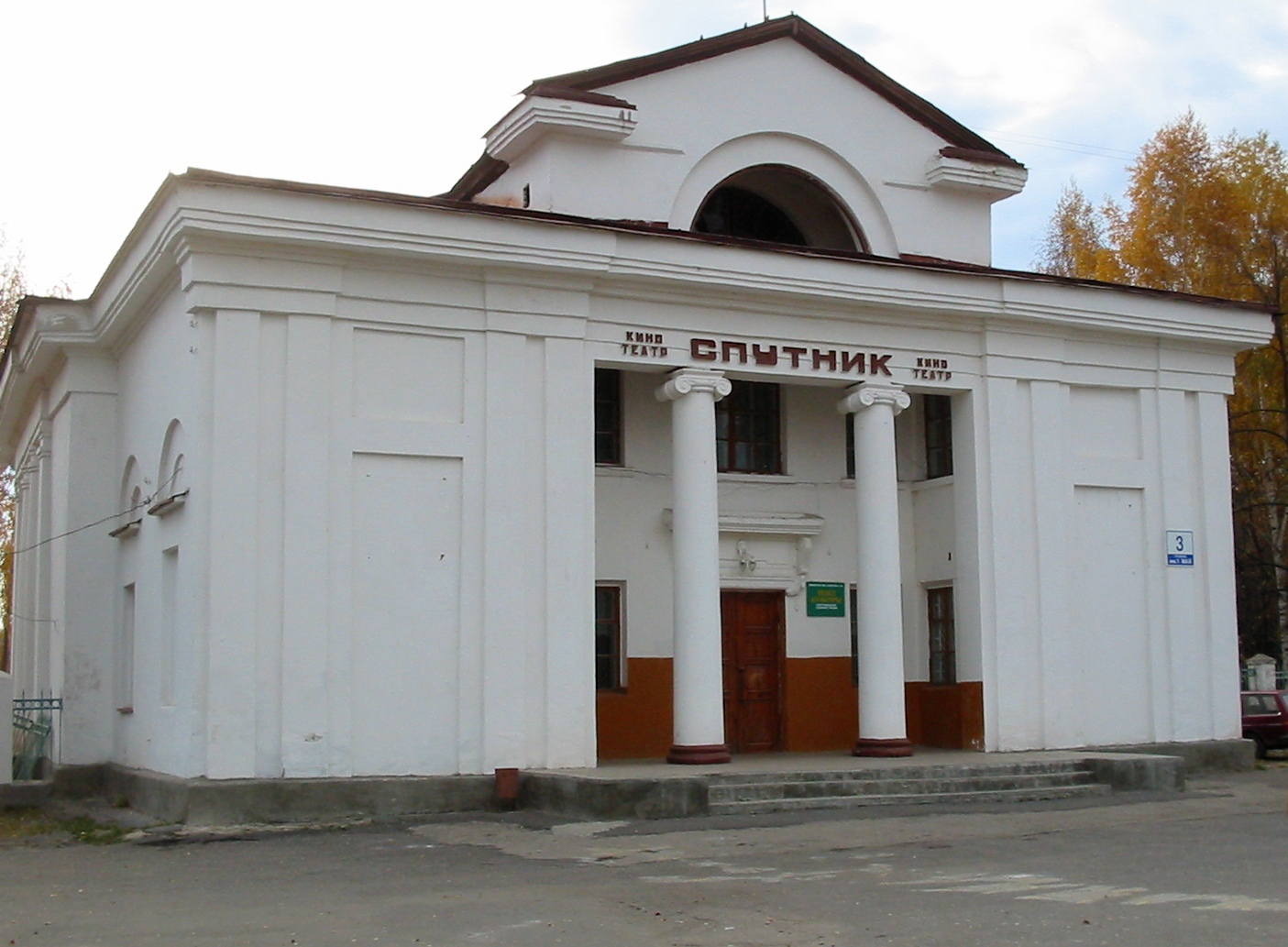
Кинотеатр «Спутник» (2006)

В 1916 году в Сенгилее на 7600 жителей существовало два кинотеатра «Вулкан» Г. И. Уткина и «Наука и жизнь».
- Кинотеатр «Спутник» (Площадь им. 1 Мая, 3)

### Библиотеки
- Центральная библиотека имени героя Российской Федерации В. П. Носова (ул. Носова, 13А)
- Детская библиотека (ул. Носова, 13А)

### Другое
- Районный дом культуры (Площадь им. 1 Мая, 3);
- Историко-краеведческое объединение им. В. А. Рябова (ул. Володарского, 7) — объединение создано при редакции газеты «Волжские зори» и названо в честь сенгилеевского краеведа и, в прошлом, редактора газеты Валентина Алексеевича Рябова. Целью ИКО им. Рябова является совместная исследовательская деятельность местных краеведов и публикация итогов их работы в газете, брошюрах и ежегодно выпускаемом альманахе.

## Достопримечательности
Памятники истории и культуры, расположенные на территории города Сенгилея, относятся к охраняемым объектам культурного наследия. Основным документом о постановке объектов на государственную охрану является распоряжение Главы администрации Ульяновской области от 29.07.1999 № 959-р.
Сведения об объектах культурного наследия обновляются ежеквартально отделом по делам культуры и организации досуга населения Администрации муниципального образования «Сенгилеевский район». Впервые подобные сведения были опубликованы 5 ноября 2013 года. Последние изменения в сводный список памятников истории и культуры внесены 21 февраля 2014 года.

### Археология
Согласно сводному списку памятников истории и культуры Сенгилеевского района, в нескольких километрах от города Сенгилея находятся такие памятники археологии, как:
- Городище «Сенгилей» — XVII в. Сенгилеевский район, 5 км к югу от Сенгилея, 2 км к северо-запажу от д. Буераки;
- Курган «Сенгилей» — II тыс. до н. э.—I тыс. (?)[К 8]. Сенгилеевский район, 6 км к юго-западу от Сенгилея.
- Сенгилеевское селище — VIII—IX в.[63]

В фондах краеведческого музея Сенгилея хранятся коллекции материалов эпохи Средневековья, найденные во время археологических раскопок на территории города. Большая часть находок обнаружена в прилегающей к Куйбышевскому водохранилищу Центральной части Сенгилея, меньше предметов найдено на Бутырской и Выборной стороне города.
Музейная коллекция состоит из керамики (фрагменты лепных и гончарных сосудов, глиняные пряслица) и железных предметов (топоры, кресала, ножи, наконечники стрел и прочее), изделий из цветных металлов (поясные накладки, привески) и кости (петля для подвешивания колчана). В коллекции представлены древнерусские изделия (амулет-топорик, фрагменты семилопастного височного кольца и шиферные пряслица).
На территории Сенгилеевского поселения были найдены многочисленные византийские изделия, например, треугольные в поперечном сечении стеклянные бусины коричневого и тёмно-коричневого цветов с тремя жёлтыми или жёлто-зелёными глазками. В коллекции хранится полихромная бусина, вероятно, произведённая ближневосточными мастерами, круглая в поперечном сечении с чёрной основой и слоисто-щитковыми глазками, расположенными диагональными рядами. Каждый глазок состоит из голубого ядра, белого, коричневого и вновь белого слоёв. В музее хранится четыре фрагмента стеклянных браслетов византийского или закавказского происхождения, найденных в центральной части Сенгилея, а также сердоликовая бусина в форме усечённого эллипса и лазуритовой вставкой миндалевидной формы.
При раскопках в Центральной части Сенгилея обнаружена медная литая монета Херсонеса 920—944 гг., времени правления византийского императора Константина VII Багрянородного. На размытой Куйбышевским водохранилищем части Сенгилеевского поселения было найдено также пять джучидских монет, относящихся к золотоордынскому периоду:
- в районе ул. Саблина на Бутырской стороне обнаружены две серебряные монеты Ариг Буга каан (Булгар, б.г.) и Токтамыш (Крым, б.г.);
- в Центральной части Сенгилея найдены серебряная монета Джанибек (Сарай ал-Джадид, 747 г.х.) и медные монеты Джанибек (Сарай ал-Джадид, 743(?)[К 8] г.х.) и Токтамыш (Сарай ал-Джадид, 795 г.х.)[66].

В 1956 году в 15 км к западу от Сенгилея найден Сенгилеевский клад золотоордынских монет конца XIV — первой четверти XV веков. В 1986 году в музей поступил клад серебряных изделий XI—XII веков, найденный на Выборной стороне города. Клад представлял собой глиняный горшочек небольшого размера, в котором находились три плетёных браслета со вставками и два височных кольца с напускными шаровидными бусинами, а также большое количество серебряного лома с мелкими фрагментами слитков и тремя мелкими фрагментами монет (в том числе, западноевропейской).

### Архитектура
К охраняемым государством памятникам архитектуры города Сенгилея относятся здания:
- Здание типографии (ул. Володарского, 7) — вторая половина XIX века. В настоящее время в двухэтажном кирпичном здании располагается редакция районной газеты «Волжские зори». Координаты: 53°58′00″ с. ш. 48°47′51″ в. д.HGЯO.
- Ансамбль городской усадьбы купца Кирюхина (ул. Ленина, 22—24) — вторая половина XIX века. Ансамбль состоял из жилого дома (ул. Ленина, 24) и жилого флигеля (ул. Ленина, 22), а также из каменных ворот, ограды и калитки. Дом по ул. Ленина, 24 был разрушен новым владельцем, на сегодняшний день на его месте располагается магазин «Каприз», а во дворе находится СТО. В настоящее время в одноэтажном кирпичном здании по ул. Ленина, 22 располагается Сенгилеевский районный краеведческий музей им. А. И. Солуянова. Координаты: 53°57′49″ с. ш. 48°47′47″ в. д.HGЯO.
- Ансамбль городской купеческой усадьбы (ул. Ленина, 34—36) — вторая половина XIX века. Ансамбль купеческой усадьбы включает в себя одноэтажный жилой дом (ул. Ленина, 36) из красного кирпича, усадебный флигель (ул. Ленина, 34), каменные ворота, ограду и калитку городской усадьбы. Координаты: 53°57′47″ с. ш. 48°47′41″ в. д.HGЯO.
- Дом городской купца Мартынова (ул. Ленина, 18) — середина XIX века. В доме проживал работник просвещения, Герой Советского Союза, Николай Николаевич Вербин. Координаты: 53°57′50″ с. ш. 48°47′49″ в. д.HGЯO.
- Дом городской жилой купца Зудина (ул. Октябрьская, 2, бывшая Симбирская) — вторая половина XIX века. Дом двухэтажный кирпичный, находится в неудовлетворительном состоянии. Координаты: 53°58′01″ с. ш. 48°48′01″ в. д.HGЯO.
- Дом городской жилой купеческий (ул. Октябрьская, 4) — конец XIX—начало XX вв. Координаты: 53°58′01″ с. ш. 48°48′00″ в. д.HGЯO.
- Дом городской жилой (купцов Красильниковых) (ул. Октябрьская) — вторая половина XIX века. Координаты: 53°58′01″ с. ш. 48°47′59″ в. д.HGЯO.
- Здание конторы купцов Красильниковых (ул. Октябрьская, 6) — вторая половина XIX века. Координаты: 53°58′00″ с. ш. 48°47′59″ в. д.HGЯO.
- Особняк купца Березина (ул. Октябрьская, 8) — вторая половина XIX века. Координаты: 53°58′00″ с. ш. 48°47′57″ в. д.HGЯO.
- Дом жилой купца Пыркова (ул. Октябрьская, 9) — дом деревянный, одноэтажный с мансардой 1870 года постройки. Координаты: 53°57′58″ с. ш. 48°47′56″ в. д.HGЯO.
- Дом жилой отставного капитала Сухарева (Сыхова?)[К 8] (ул. Октябрьская, 10) — деревянный, одноэтажный дом. Год постройки 1809. Координаты: 53°57′59″ с. ш. 48°47′56″ в. д.HGЯO.
- Дом молельный (ул. Советская) — конец XIX — начало XX вв. Координаты: 53°57′59″ с. ш. 48°47′54″ в. д.HGЯO.

В 1950-е годы при подготовке к затоплению Куйбышевского водохранилища в Сенгилее были снесены многие памятники архитектуры XVIII—XIX веков, в том числе Покровский собор (Собор Покрова Пресвятой Богородицы).

### Памятники истории

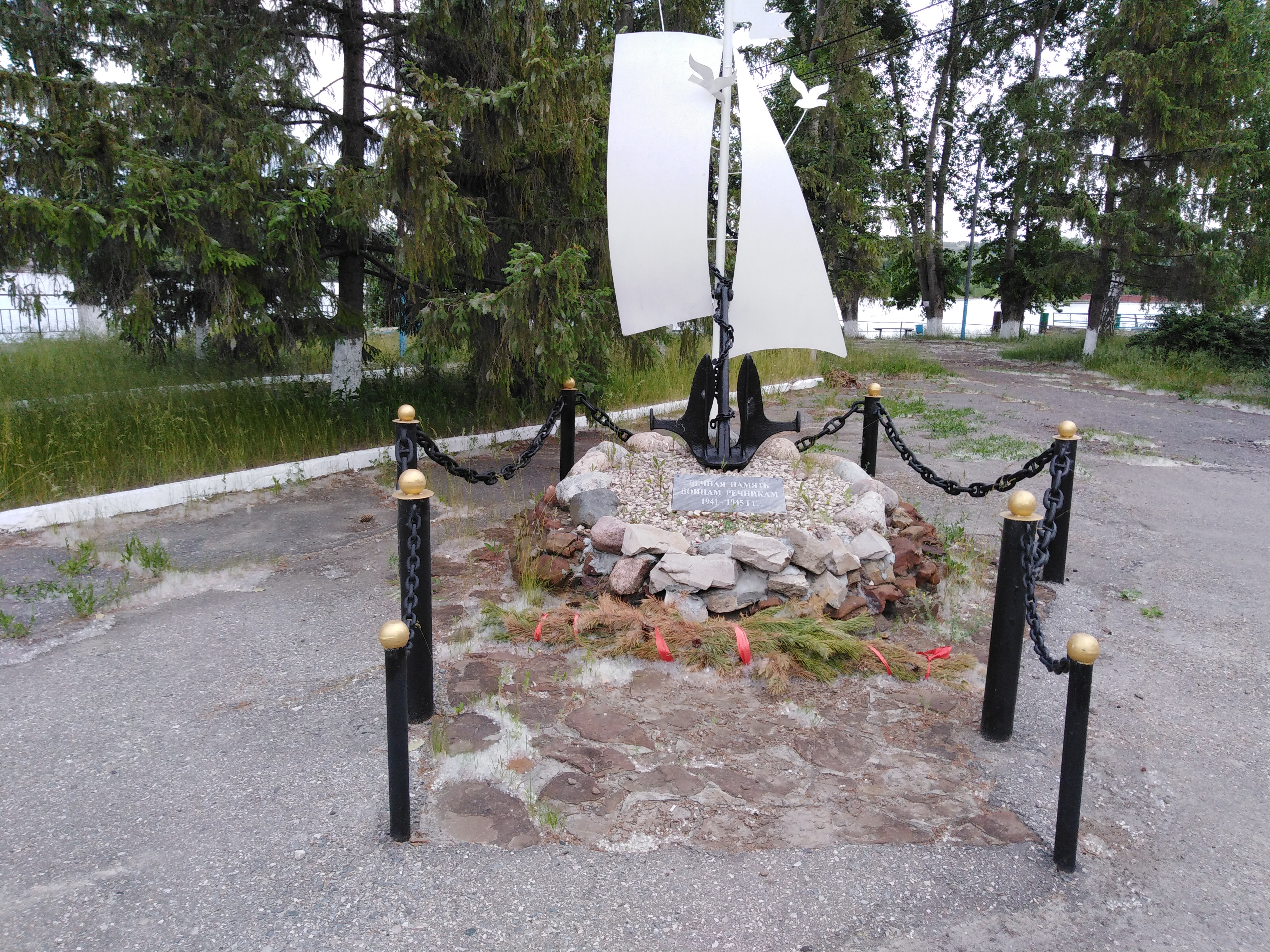
Памятный знак «Вечная память воинам-речникам» (2022)

В списке объектов культурного наследия города Сенгилея присутствуют следующие памятники истории:
- Здание уездной земской управы (ул. Советская, 1) — в здании управы исполкомом Совета народных и рабочих депутатов 12 декабря [25] декабря 1917 года было принято решение о передаче всей власти в городе и уезде в руки Советов. Координаты: 53°57′59″ с. ш. 48°47′53″ в. д.HGЯO.
- Дом, в котором бывал И. Н. Ульянов (ул. Ленина, 1) — дом 1841 года постройки. Директор народных училищ Симбирской губернии, отец В. И. Ленина, Илья Николаевич Ульянов посещал одноэтажный деревянный дом в 1874—1876 годах. В настоящее время в здании располагается Дом детского творчества. Координаты: 53°57′54″ с. ш. 48°47′58″ в. д.HGЯO.
- Памятник Г. Д. Гаю (бюст) (ул. Гая) — монумент с бюстом Г. Д. Гая (1887—1937) создан в 1967 году Николаем Александровичем Селивановым в честь освобождения Симбирска от белогвардейцев в сентябре 1918 года. На памятнике имеется мемориальная доска со словами «Гай. 1887—1937. Железным рыцарям — гаевцам, ушедшим отсюда в бой за революцию в бессмертие». Координаты: 53°57′26″ с. ш. 48°47′54″ в. д.HGЯO.
- Памятник В. И. Ленину (площадь им. 1 Мая) — первоначальное открытие памятника состоялось на площади им. К. Маркса 9 июня 1946 года. Во второй раз памятник был установлен на площади им. 1 Мая летом 1957 года. Координаты: 53°57′43″ с. ш. 48°47′29″ в. д.HGЯO.
- Памятник воинам, погибшим в годы Великой Отечественной войны 1941—1945 гг. (центр города)[70] — инициатива создания памятника 1116 землякам, погибшим в годы Великой Отечественной войны, принадлежала председателю Сенгилеевского райисполкома Сергею Михайловичу Вилкову. Скульптурная композиция, созданная Фивейским на Калужской фабрике, изображает двух бойцов смотрящих вдаль — пехотинца и моряка с автоматами. Высота памятника, установленного около пристани на берегу Волги, достигает 3,6 метра, вес 1 тонна, плинт 0,3 метра. Монумент установлен на железобетонной площадке со ступенями на две стороны. На площадке возвышается металлическая стела цилиндрической формы, а слева находится импровизированная трибуна. Открытие состоялось 9 мая 1975 года в день 30-летия победы советского народа над фашистской Германией. Координаты: 53°57′50″ с. ш. 48°48′06″ в. д.HGЯO.
- Памятник Герою Советского Союза Виктору Петровичу Носову (бюст) (1923—1945) (центр города)[71] — создан скульптором Рафиком Арменаковичем Айрапетяном, по решению РК ВЛКСМ, на средства собранные молодёжью района. Надпись на мемориальной доске: «Герою Великой Отечественной войны Виктору Петровичу Носову. 1923—1945 гг. От молодёжи района». Открытие состоялось в 1965 году. Лётчику морской авиации Виктору Носову, повторившему подвиг Гастелло, 23 февраля 1998 года присвоено звание «Герой России». Координаты: 53°57′51″ с. ш. 48°48′01″ в. д.HGЯO.
- Памятник Герою Советского Союза К. Пушкарёву (сквер)[72] — монумент с бюстом героя К. И. Пушкарёва (1914—1938), погибшего у озера Хасан в горящем танке, открыт 7 ноября 1968 года. Надпись на мемориальной доске памятника гласит: «Пушкарёв Константин Иванович родился в 1915 г. в городе Сенгилее. Погиб в 1938 г. в боях у озера Хасан». Координаты: 53°57′40″ с. ш. 48°47′47″ в. д.HGЯO.
- Памятный знак «Вечная память воинам-речникам» (2010 г.)[73]

## Общественные мероприятия

### Городские праздники и памятные даты
День города и фестиваль народного творчества
Ежегодно 23 августа отмечается День города. В рамках Дня города проводится традиционный областной фестиваль народного творчества «Спасы земли Сенгилеевской», посвящённый празднованию Медового, Яблочного и Орехового Спасов. Районный фестиваль, впервые проведённый в 2000 году, получил в 2007 статус областного праздника.

### Пресса
- «Утро свободы» — беспартийная демократическая общественно-политическая газета, выходившая в Сенгилее в 1917 году под редакцией Г. И. Андреева.
- «Сенгилеевский вестник» — газета выпускалась в земской типографии в 1918 году.
- Газета Сенгилеевского района «Волжские зори» — одно из старейших районных печатных изданий. Действующая редакция газеты находится в городе Сенгилее по адресу ул. Володарского, 7. Главный редактор Юрий Дмитриевич Калитов.

За время своего существования издание множество раз меняло название. Первый номер уездной газеты вышел в марте 1918 года и назывался «Известия Сенгилеевского уездного Совета рабочих, крестьянских и красноармейских депутатов». В 1920—1922 годах газета была переименована в «Труженик», в 1930-х — в «Ударник», затем носила названия «Сталинский организатор», «Ленинский путь» (с 1959 года) и «Путь Ленина» (с 1964 года).

## Известные люди
См. статью: Родившиеся в Сенгилее
- Вербин Николай Николаевич — Герой Советского Союза, директор Сенгилеевской средней школы № 1, заслуженный учитель школы РСФСР.
- Носов Виктор Петрович — Герой Российской Федерации, совершивший огненный таран на Балтике 13 февраля 1945 г.
- Лежнин Иван Васильевич ― советский и российский художник, участник Великой Отечественной войны, заслуженный художник РСФСР, почётный гражданин Ульяновской области (2003) и почётный гражданин Сенгилея (2001), с 1980 года жил в городе[76].
- Илларионов, Михаил Семёнович — полный Георгиевский кавалер[77][78]
- Боронин Александр Михайлович — член-Корреспондент РАН, доктор биологических наук, директор ИБФМ им. Г. К.Скрябина РАН.

## Город в литературе
- А. И. Солженицын в автобиографической поэме «Дороженька» подробно описывается маленький городок Ульяновской области — Сенгилей[79].

## Город в филателии

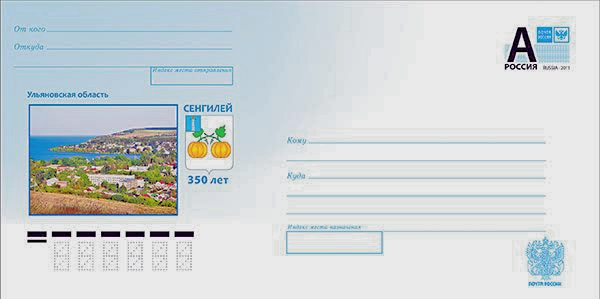
ХМК России, 2016 — «Ульяновская область. Сенгилей. Герб. 350 лет».

- В 2016 году Министерство связи России выпустило ХМК — «Ульяновская область. Сенгилей. Герб. 350 лет»[80][81][82].

## Примечание
Комментарии
1. ↑  В Красной книге Ульяновской области, вышедшей в 2008 году, для города Сенгилея и его окрестностей не указаны раритетные виды флоры. По Сенгилеевскому району в Красную книгу внесены 55 видов флоры[4].
2. ↑  Имеется в виду правый берег Волги.
3. ↑  Предположительно: руины татарского города Сенгили.
4. ↑  Коренное селение, станица сенгилейских казаков.
5. ↑  Основана ссыльными  солдатами Бутырского полка иноземного строя.
6. ↑  Основана ссыльными солдатами выборных полков.
7. ↑  Орфография подлинника сохранена.
8. 1 2 3  Так в источнике.

Источники
1. 1 2  Итоги Всероссийской переписи населения 2020 года (по состоянию на 1 октября 2021 года)
2. ↑  Мордовские названия населённых пунктов | Контент-платформа Pandia.ru. pandia.ru. Дата обращения: 11 июля 2020.
3. ↑  Поспелов, Евгений Михайлович. Географические названия России: топонимический словарь. — Москва: АСТ; Астрель, 2008.. — С. 399. — 523 с. — ISBN 978-5-17-054966-5.
4. 1 2 3 4 5  Раков Н. С. Флора городов Ульяновской области. 3. Город Сенгилей / Н. С. Раков, С. В. Саксонов, С. А. Сенатор // Самарская Лука: проблемы региональной и глобальной экологии : статья в журнале — научный отчёт. — 2013. — Т. 22, № 1. — С. 39—79. — ISSN 2073-1035.
5. 1 2  Сенатор С. А. Сравнительный анализ флор городов Среднего Поволжья / Н. С. Раков, О. Г. Баранова // Вестник Удмуртского университета : статья в журнале — научная статья. — 2013. — № 6—4. — С. 37—46. — ISSN 1810-5505.
6. ↑  Новый Энциклопедический Словарь Брокгауза и Ефрона, т. 11, статья «Волга».
7. ↑  Город Сенгилей // Неофициальная часть Симбирских губернских ведомостей. № 11 суббота 13 марта 1865 г. С. 6
8. ↑  Неприятелями являлись, прежде всего, кочевые племена. См.: Ульяновская-Симбирская энциклопедия — т. 2, 2004.
9. ↑  Создание Симбирского наместничества. Сенгилей. Описание. Красовский. archeo73.ru. Дата обращения: 10 января 2020. Архивировано 10 сентября 2019 года.
10. ↑  Липинский, т. II, стр. 736.
11. ↑  / Сингилей /. Создание Симбирского наместничества. Сенгилей. archeo73.ru. Дата обращения: 10 января 2020. Архивировано 26 декабря 2019 года.
12. ↑  Создание Симбирского наместничества. 1780 год. archeo73.ru. Дата обращения: 10 января 2020. Архивировано 24 января 2020 года.
13. ↑  Источник. Дата обращения: 10 января 2020. Архивировано 30 октября 2020 года.
14. ↑  Топографическое описание Симбирского наместничества 1785 г. T. Г. Масленицкий. Сенгилей
15. ↑  Создание Симбирского наместничества. Сенгилейский уезд. 1780 год. archeo73.ru. Дата обращения: 10 января 2020. Архивировано 17 февраля 2020 года.
16. ↑  Справочник административно-территориального деления Симбирской губернии—Ульяновской области за 1648—1335 гг. Саратов: Приволжское кн. изд-во (Ульяновское отделение), 1986—125 с. Дата обращения: 20 августа 2023. Архивировано 23 ноября 2022 года.
17. 1 2  Сенгилеевский уезд. Первый благочиннический округ.

г. Сенгилей /. Н. Баженов. Статистическое описание соборов, монастырей, приходских и домашних церквей Симбирской епархии по данным 1900 г. Сенгилеевский уезд. archeo73.ru. Дата обращения: 31 марта 2020. Архивировано 31 июля 2020 года.
18. ↑  В Ульяновской области ищут и находят затонувшие храмы. Улпресса. Дата обращения: 4 октября 2020. Архивировано 8 октября 2020 года.
19. ↑  А.С. Чумакова. Глава 5. Организация, структура и функции городского общественного банка. Зарождение и развитие системы городских общественных банков в России второй половины XIX – начала XX в. (на материалах Симбирской губернии). История России. Библиотека. statehistory.ru. Дата обращения: 13 февраля 2025.
20. ↑  История Сенгилеевского Ольгинского приюта. Дата обращения: 10 ноября 2023. Архивировано 23 апреля 2023 года.
21. ↑  Н. П. ИнфоРост. ГПИБ | Список населенных мест Симбирской губернии. / № 1 - г. Сенгилей [1913]. - Симбирск, 1913. elib.shpl.ru. Дата обращения: 2 августа 2020. Архивировано 6 июля 2020 года.
22. ↑  165-й пехотный запасный полк — Офицеры русской императорской армии. www.ria1914.info. Дата обращения: 5 февраля 2022. Архивировано 5 февраля 2022 года.
23. ↑  Запасные пехотные войска | База данных «Путеводители по российским архивам». guides.rusarchives.ru. Дата обращения: 5 февраля 2022. Архивировано 5 февраля 2022 года.
24. ↑  Пётр Филиппович Берестов. Дата обращения: 5 февраля 2022. Архивировано 5 февраля 2022 года.
25. 1 2  Н. П. ИнфоРост. ГПИБ | Список населённых мест Ульяновской губ. - Ульяновск, 1924. elib.shpl.ru. Дата обращения: 24 октября 2019. Архивировано 10 июня 2020 года.
26. ↑  СНП С-Вол. кпая на 1931 г. / № 9526 - село Сенгилей. Дата обращения: 2 августа 2020. Архивировано 27 октября 2020 года.
27. ↑  Бескозырки над Волгой. Как Ульяновск гаванью для Красного флота стал. AiF (8 мая 2020). Дата обращения: 2 сентября 2022. Архивировано 2 сентября 2022 года.
28. ↑  СТРОИТЕЛЬНЫЙ КОЛЛЕДЖ - история Симбирска и Ульяновска. ulrgo.ru. Дата обращения: 25 февраля 2022. Архивировано 5 января 2022 года.
29. ↑  История 2-го Орджоникидзевского военного училища (Владимир Пузиков) / Проза.ру. proza.ru. Дата обращения: 29 апреля 2021. Архивировано 29 апреля 2021 года.
30. ↑  75 лет на службе Отечеству. Дата обращения: 10 ноября 2023. Архивировано 19 апреля 2023 года.
31. ↑  История 2-го Орджоникидзевского военного училища (Владимир Пузиков) / Проза.ру. proza.ru. Дата обращения: 3 сентября 2022. Архивировано 29 апреля 2021 года.
32. ↑  Сенгилеевский район. Союз малых городов Российской Федерации. Дата обращения: 14 декабря 2020. Архивировано 26 ноября 2020 года.
33. 1 2 3 4 5 6 7 8 9 10 11  Народная энциклопедия «Мой город». Сенгилей
34. 1 2  Города России: энциклопедия — М.: Большая российская энциклопедия, 1998. — С. 417. — 559 с. — ISBN 5-300-01747-7
35. ↑  Всесоюзная перепись населения 1959 года. Численность городского населения РСФСР, её территориальных единиц, городских поселений и городски — Демоскоп Weekly.
36. ↑  Всесоюзная перепись населения 1970 года Численность городского населения РСФСР, ее территориальных единиц, городских поселений и городских — Демоскоп Weekly.
37. ↑  Всесоюзная перепись населения 1979 года Численность городского населения РСФСР, ее территориальных единиц, городских поселений и городских — Демоскоп Weekly.
38. ↑  Всесоюзная перепись населения 1989 г. Численность городского населения РСФСР, ее территориальных единиц, городских поселений и городских ра
39. ↑  Большой словарь географических названий / под ред. В. М. Котляков — Екатеринбург: Русское географическое общество, 2003. — С. 577. — 832 с. — ISBN 5-94799-148-9
40. ↑  Всероссийская перепись населения 2002 года. Численность населения субъектов Российской Федерации, районов, городских поселений, сельских н
41. ↑  Численность постоянного населения Российской Федерации по городам, посёлкам городского типа и районам на 1 января 2009 года
42. ↑  Всероссийская перепись населения 2010 года. Населённые пункты Ульяновской области и численность проживающего в них населения по возрасту
43. ↑  Численность населения Российской Федерации по муниципальным образованиям. Таблица 35. Оценка численности постоянного населения на 1 январ
44. ↑  Численность населения Российской Федерации по муниципальным образованиям на 1 января 2013 года. Таблица 33. Численность населения городских округов, муниципальных районов, городских и сельских поселений, городских населённых пунктов, сельских населённых пунктов — Росстат, 2013. — 528 с.
45. ↑  Таблица 33. Численность населения Российской Федерации по муниципальным образованиям на 1 января 2014 года
46. ↑  Численность населения Российской Федерации по муниципальным образованиям на 1 января 2015 года
47. ↑  Численность населения Российской Федерации по муниципальным образованиям на 1 января 2016 года — 2018.
48. ↑  Численность населения Российской Федерации по муниципальным образованиям на 1 января 2017 года — М.: Росстат, 2017.
49. ↑  Численность населения Российской Федерации по муниципальным образованиям на 1 января 2018 года — М.: Росстат, 2018.
50. ↑  Численность населения Российской Федерации по муниципальным образованиям на 1 января 2019 года
51. ↑  Численность населения Российской Федерации по муниципальным образованиям на 1 января 2020 года
52. ↑  с учётом городов Крыма
53. ↑  Численность населения Российской Федерации по муниципальным образованиям на 1 января 2025 года
54. ↑  Численность постоянного населения Российской Федерации по муниципальным образованиям на 1 января 2023 года. Дата обращения: 18 марта 2024. Архивировано из оригинала 13 ноября 2023 года.
55. ↑  АО «Сенгилеевское АТП».
56. ↑  Профессия номер один // Мономах : журнал. — 2006. — № 3 (46). Архивировано 31 января 2016 года.
57. ↑  Музей г. Сенгилей. Краткая историческая справка о г. Сенгилей. 2015-04-10. Дата обращения: 18 августа 2015. Архивировано из оригинала 4 марта 2016 года.
58. 1 2 3 4 5  Савельева О. Вместо буржуазного — советский. Как создавался первый негосударственный музей Ульяновской области Архивная копия от 30 марта 2019 на Wayback Machine // Улправда. 2019. 24 февраля.
59. ↑  Кольцова Н. Виктор Пятницкий из города Сенгилея: между Сталиным и Гитлером Архивная копия от 30 марта 2019 на Wayback Machine // Русский Міръ. 2010. № 4. С. 81.
60. ↑  Вся кинематография : Настол. адрес. и справ. кн. / Под ред. Ц.Ю. Сулиминского. — М.: Чибрарио де Годэн, 1916. — С. 48.
61. ↑  "Федеральный закон № 73-ФЗ от 25 июня 2002 года (в ред. от 08.03.2015) «Об объектах культурного наследия (памятниках истории и культуры) народов Российской Федерации». Дата обращения: 3 июля 2015. Архивировано 21 июня 2015 года.
62. 1 2 3  Правительство Ульяновской области. Департамент по культурному наследию. Объекты культурного наследия: сводные списки. Дата обращения: 30 июня 2015. Архивировано из оригинала 7 декабря 2015 года.
63. ↑  Угро-финская культура. Сенгилеевское селище. 8-9 в. archeo73.ru. Дата обращения: 26 ноября 2019. Архивировано 20 декабря 2019 года.
64. ↑  Гисматулин, 2014, с. 74.
65. ↑  Гисматулин, 2014, с. 74—75.
66. 1 2  Гисматулин, 2014, с. 75.
67. 1 2  Сенгилеевский район. Администрация муниципального образования: официальный сайт. Объекты культурного наследия. Дата обращения: 30 июня 2015. Архивировано из оригинала 5 марта 2016 года.
68. ↑  Собор Покрова Пресвятой Богородицы в Сенгилее. temples.ru. Дата обращения: 28 июня 2024. Архивировано 28 июня 2024 года.
69. ↑  Храм города Сенгилей. Цифровое Информационное Агентство Сеть (ЦИА СЕТЬ). Дата обращения: 28 июня 2024. Архивировано 28 июня 2024 года.
70. ↑  Памятник-обелиск воинам, погибшим в годы ВОВ (г. Сенгилей, 1975 г.) | «Журавли нашей памяти…» Дата обращения: 25 октября 2020. Архивировано 23 сентября 2020 года.
71. ↑  Памятник Герою Советского Союза В.П. Носову (г. Сенгилей, 1965 г.) | «Журавли нашей памяти…» Дата обращения: 25 октября 2020.
72. ↑  Памятник К. Пушкарёву (г. Сенгилей, 1968 г.) | «Журавли нашей памяти…» Дата обращения: 25 октября 2020.
73. ↑  Памятный знак «Вечная память воинам-речникам» (г. Сенгилей, 2010 г.) | «Журавли нашей памяти…» Дата обращения: 25 октября 2020.
74. ↑  Сенгилеевский район. Администрация муниципального образования: официальный сайт. План проведения областного фестиваля народного творчества «Спасы земли Сенгилеевской» 23 августа в муниципальном образовании «Сенгилеевский район» в рамках Дня города (речной порт). 2015-08-19. Дата обращения: 19 августа 2015. Архивировано из оригинала 5 марта 2016 года.
75. ↑  Газета «Волжские зори». История редакции. 2014—12—26. Дата обращения: 30 июня 2015. Архивировано 21 марта 2015 года.
76. ↑  Михайлова, Наталья. К 95-летию со дня рождения художника. Brandergofer. И.В.Лежнин: «По натуре я романтик…» Улпресса - все новости Ульяновска (6 апреля 2019). Дата обращения: 11 июля 2024. Архивировано 15 июля 2020 года.
77. ↑  listina73. Симбирск и симбиряне в горниле Первой мировой. Улпресса - все новости Ульяновска (8 августа 2014). Дата обращения: 1 февраля 2025.
78. ↑  Ульяновская-Симбирская энциклопедия. Т. 1 : А - М – Российская Национальная Библиотека – Vivaldi. vivaldi.nlr.ru. Дата обращения: 1 февраля 2025.
79. ↑  Журнал "Мономах". Сенгилеевские уроки Солженицына. Дата обращения: 8 ноября 2020. Архивировано 25 ноября 2020 года.
80. ↑  2016 ХМК 16-020 Ульяновск Сенгилей 350 лет Герб. meshok.net. Дата обращения: 19 октября 2020. Архивировано 19 октября 2020 года.
81. ↑  Маргарита, Назаренко. Сенгилею посвятили конверт. Улпресса - все новости Ульяновска (19 апреля 2016). Дата обращения: 19 августа 2024. Архивировано 19 августа 2024 года.
82. ↑  Ульяновская область. 350 лет г. Сенгилею. rusmarka.ru. Дата обращения: 19 августа 2024. Архивировано 19 августа 2024 года.